# Centrale nucléaire de Mihama
La centrale nucléaire de Mihama (美浜発電所, Mihama hatsudensho) est exploitée par la Compagnie électrique du Kansaï (KEPCO).
Elle est située à proximité de la ville de Mihama, dans la Baie de Wakasu, préfecture de Fukui au Japon.

## Description
La centrale de Mihama est équipée de trois réacteurs nucléaires à eau pressurisée (PWR) de conception Westinghouse Electric Company et construits par Mitsubishi Heavy Industries.
Les trois réacteurs sont stoppés à la suite de l’accident nucléaire de Fukushima. Les réacteurs 1 & 2 sont définitivement mis à l’arrêt le 27 avril 2015,.
L'opérateur, la Compagnie d'électricité du Kansai (KEPCO), reçoit l’autorisation de redémarrer le réacteur n°3 le 3 décembre 2020, le retour sur le réseau est prévu début 2021. Le réacteur reprend finalement du service le 23 juin 2021. Le 22 juillet 2025, la KEPCO annonce le lancement d'une étude géologique en vue de construire un nouveau réacteur à la centrale de Mihama, ce qui serait une première au Japon depuis la catastrophe nucléaire de Fukushima en 2011. L'entreprise souhaite construire un réacteur de nouvelle génération, jugé plus sûr. Elle précise toutefois que l'étude géologique pourrait durer plusieurs années et que d'autres facteurs, comme l'opposition politique ou le coût de la construction, seront déterminants dans la décision finale de lancer ou non le chantier. Les médias locaux évoquent un coût estimé à 6,8 milliards de dollars et un délai de 20 ans avant mise en service.
| Réacteur | Puissance nette (MWe) | Construction (an-mois) | Divergence (an-mois) | Connexion (an-mois) | Kp net 2004 (%) | Kp net cumulé (%) | Constructeur |
| -------- | --------------------- | ---------------------- | -------------------- | ------------------- | --------------- | ----------------- | ------------ |
| MIHAMA-1 | 320                   | 1967-2                 | 1970-7               | 1970-8              | 62,8            | 51                | WEST         |
| MIHAMA-2 | 470                   | 1968-5                 | 1972-4               | 1972-4              | 71,3            | 61                | WEST         |
| MIHAMA-3 | 780                   | 1972-8                 | 1976-1               | 1976-2              | 62,8            | 74                | M            |

## Accident
Le 9 août 2004, un accident dans la centrale cause la mort de quatre personnes et fait sept blessés. La cause de l'accident est une fuite de vapeur non radioactive dans un bâtiment où sont situées les turbines du réacteur numéro 3. Par la suite, une autre victime meurt de ses blessures, portant le bilan à cinq morts.
À la date de l'accident, c’est le plus meurtrier pour le Japon dans une centrale nucléaire. L'opérateur de la centrale reconnaît une négligence de la sécurité de ses installations. La canalisation rompue ne remplissait pas les normes de sécurité et n'avait pas été contrôlée en détail depuis 27 ans.